# MSConfig
MSConfig (Настройка системы) — утилита для управления автозапускаемыми программами и загрузкой Windows.
Начиная с Windows 98, Microsoft поставляет утилиту «MSConfig.exe», предоставляющую интерфейс для управления файлами, запускающимися при загрузке Windows. Она находится в каталоге установки Windows. Её можно запустить из диалогового окна «Выполнить» или через командную строку. В ней нет возможности добавлять новый элемент с именем приложения или документа для автозапуска, но можно отключать, не удаляя, любой пункт из находящихся в списках.
Данная утилита отсутствовала в Windows 2000, но была возвращена в Windows XP.
Отдельно доступна для загрузки для Windows 95 и Windows 2000.
В Windows Vista была переименована в System Configuration.

## Вкладки
Для Windows XP:

### Общие
На вкладке «Общие» возможно выбирать вариант загрузки: обычный, диагностический или выборочный.

### SYSTEM.INI
На вкладке SYSTEM.INI можно отредактировать службы и драйверы, загружаемые из одноимённого файла.

### WIN.INI
На следующей вкладке WIN.INI можно отключить те или иные программы или службы, загружаемые через этот конфигурационный файл.

### BOOT.INI
Параметры загрузки компьютера.

### Службы
На вкладке Службы можно отключить ненужные службы, запускаемые при загрузке системы. Многие программы, такие как антивирусы и программы безопасности компьютера, запускаются через службы операционной системы. В случае отключения служб такие программы могут перестать работать.

### Автозагрузка
Вкладка Автозагрузка отвечает за загрузку приложений (программ), а также определённых служебных утилит, загружаемых не через службы.

### Сервис
Быстрый доступ к системным утилитам операционной системы.

### Путь в реестре
Все настройки программы хранятся в реестре по пути HKLM\SOFTWARE\Microsoft\Shared Tools\MSConfig.